# Мачара (село)
Мачара (абх. Мачара, груз. მაჭარა) — село в Гулрыпшском районе (Гульрипшском муниципалитете) Абхазии, на берегу Сухумской бухты Чёрного моря при впадении в него реки Мачара, к северо-западу от райцентра Гулрыпша.

## Население
В 1959 году в селе Мачара жило 1257 человек, в основном грузины и русские (в Мачарском сельсовете в целом — 4209 человек, в основном армяне, грузины и русские). В 1989 году в селе жило 1152 человека. По данным переписи 2011 года численность населения сельского поселения (сельской администрации) Мачара составила 2640 жителей, из них 66,8 % — армяне (1763 человек), 23,7 % — абхазы (626 человека), 6,5 % — русские (171 человек), 1,0 % — грузины (27 человек), 0,8 % — грек (21 человек), 0,3 % — украинцы (7 человек), 0,9 % — другие (25 человек).